# Badgastein (cràter)
Badgastein és un cràter sobre la superfície de (951) Gaspra, situat amb el sistema de coordenades planetocèntriques a 25 ° de latitud nord i 3 ° de longitud est. Fa un diàmetre de 0.4 km. El nom va ser fet oficial per la UAI l'any 1994 i fa referència a Bad Gastein, una ciutat austríaca amb un balneari.